# Anauxesida guineensis

Anauxesida guineensis es una especie de escarabajo de la familia Cerambycidae. 

## Historia
Fue descrito científicamente por primera vez por Breuning en 1966.